# Lon3r Johny
Lon3r Johny, stylisé LON3R JOHNY, de son vrai nom João Freixo, né le 22 mars 1994 à Lisbonne, est un rappeur portugais ,.

## Carrière
En 2012, Freixo commence à faire de la musique sous le nom pseudonyme de « Johny BK » utilisant principalement des rythmes boom bap. En 2013, il sort son premier titre public Escolhas. Après avoir vécu quelque temps à Londres, Freixo revient au Portugal sous le nom de « LON3R JOHNY » en usant d'un nouveau style de musique sur ses morceaux, notamment en 2017 lorsqu'il adopte un style emo et trap .
Il gagne en popularité après avoir rejoint en 2018 le label Think Music de ProfJam.
Il s'est produit au Meo Sudoeste 2019 sur la scène LG Stage.
Le 21 octobre 2020, il quitte Think Music, le label étant fermé en novembre, soit quelques semaines plus tard.
En octobre 2022, Lon3r sort son deuxième album Vida Rockstar dans lequel il adopte un nouveau style encore inexistant dans la scène hip-hop portugaise, la rage rap, inspiré de rappeurs internationaux tels que Yeat .
En juillet 2022, il s'est produit au tout premier festival Rolling Loud en Europe, qui s'est tenu pour la première fois au Portugal à Praia da Rocha, Portimão après avoir été annulé les deux précédentes années en raison des restrictions liées au COVID-19 .

## Discographie

### Albums
| Titre              | Détails |
| ------------------ | --- |
| A Nave Vai Em Tour | - Publié le : 23 avril 2021 (POR) - Label : Sony Music Portugal - Formats : Téléchargement numérique, streaming   |
| Vida Rockstar      | - Publié le : 14 octobre 2022 (POR) - Label : Sony Music Portugal - Formats : Téléchargement numérique, streaming |

### Mixtapes
| Titre                     | Détails |
| ------------------------- | --- |
| Dubai Tape (feat. Cripta) | - Publié le : 21 octobre 2021 (POR) - Label : Sony Music Portugal - Formats : Téléchargement numérique, streaming |

### EP
| Titre                          | Détails |
| ------------------------------ | --- |
| SANGUE FRIO                    | - Publié le : 26 juin 2017 (POR) - Formats : Téléchargement numérique, streaming                                 |
| DARKSIDE                       | - Publié le : 3 août 2017 (POR) - Formats : Téléchargement numérique, streaming                                  |
| GOTH LULLABY                   | - Publié le : 29 avril 2018 (POR) - Label : Horrorclub - Formats : Téléchargement numérique, streaming           |
| COLD WINTER (feat. Luis Dvart) | - Sortie : 11 janvier 2018 (POR) - Label : Horrorclub - Formats : Téléchargement numérique, streaming            |
| ANTI$$OCIAL (feat. Plutónio)   | - Publié le : 1er avril 2023 (POR) - Label : Sony Music Portugal - Formats : Téléchargement numérique, streaming |

### Singles

#### En tant qu'artiste principal
| Titre                                                                                               | Année | Meilleur classement | Album |
| Titre                                                                                               | Année | PAR                 | Album |
| --------------------------------------------------------------------------------------------------- | ----- | ------------------- | ----- |
| Crystal Castle                                                                                      | 2018  | —                   |       |
| Trapstar                                                                                            | 2018  | —                   |       |
| Death Note (feat Fínix MG)                                                                          | 2019  | 79                  |       |
| Drip                                                                                                | 2019  | 34                  |       |
| GT3                                                                                                 | 2019  | 17                  |       |
| Damn/Sky (feat ProfJam)                                                                             | 2020  | 18                  |       |
| Rock                                                                                                | 2022  | 68                  |       |
| Hallywud (feat ProfJam)                                                                             | 2022  | 27                  |       |
| « — » désigne un enregistrement qui n'a pas été classé ou qui n'a pas été publié sur ce territoire. |       |                     |       |

#### En tant qu'artiste vedette
| Titre                                                                                               | Année | Meilleur classement | Album     |
| Titre                                                                                               | Année | PAR                 | Album     |
| --------------------------------------------------------------------------------------------------- | ----- | ------------------- | --------- |
| Tempo (FrankieOnTheGuitar featuring T-Rex, LON3R JOHNY, Bispo)                                      | 2020  | —                   |           |
| Safe (Mizzy Miles featuring Lhast, LON3R JOHNY, 9 Miller)                                           | 2020  | 51                  |           |
| Pluto (Lhast featuring LON3R JOHNY)                                                                 | 2020  | 173                 | AMOR'FATI |
| « — » désigne un enregistrement qui n'a pas été classé ou qui n'a pas été publié sur ce territoire. |       |                     |           |